# Planckovy jednotky
Planckovy jednotky představují přirozený způsob zavedení fyzikálních jednotek tak, že gravitační konstanta, redukovaná Planckova konstanta a rychlost světla mají jednotkovou velikost.
V těchto jednotkách jsou obvykle výpočty v téměř všech fundamentálních teoriích algebraicky jednodušší.

## Charakteristika
Planckova délka a čas vyjadřují hranici platnosti klasických zákonů fyziky. Každý objekt, který by byl menší než Planckova délka, by měl podle relace neurčitosti tolik energie resp. takovou hmotnost, že by zkolaboval do černé díry. K popisu jevů v takto malém měřítku je potřeba použít teorii, která by korektně spojovala kvantovou mechaniku s obecnou teorií relativity, jejíž hledání patří k největším výzvám současné fyziky.
Planckovy jednotky tvoří přirozený systém jednotek pro vzdálenost, čas a hmotnost tím, že jsou vyjádřeny pomocí základních přírodních konstant: gravitační konstanty G, rychlosti světla c a Planckovy konstanty h.

## Definice

### Tři základní jednotky
Definice Planckových jednotek vychází z jednoduché úvahy, hledání matematického vyjádření délky, času a hmotnosti jako součinu a podílu vhodných mocnin konstant G, c a {\displaystyle \hbar }, kde {\displaystyle \hbar ={\frac {h}{2\pi }}}:
| Planckova délka:    |  | {\displaystyle l_{\mathrm {p} }={\sqrt {\frac {\hbar G}{c^{3}}}}\approx 1{,}61624\cdot 10^{-35}\ {\mbox{m}}} |
| Planckův čas:       |  | {\displaystyle t_{\mathrm {p} }={\sqrt {\frac {\hbar G}{c^{5}}}}\approx 5{,}39121\cdot 10^{-44}\ {\mbox{s}}} |
| Planckova hmotnost: |  | {\displaystyle m_{\mathrm {p} }={\sqrt {\frac {\hbar c}{G}}}\approx 2{,}17645\cdot 10^{-8}\ {\mbox{kg}}}     |

### Odvozené jednotky
Vedle těchto tří výše popsaných jednotek jsou používány taky následující odvozené jednotky:
| Planckova plocha:  |  | {\displaystyle A_{\mathrm {p} }=l_{\mathrm {p} }^{2}={\hbar G \over c^{3}}\approx 2{,}61223\cdot 10^{-70}\ {\mbox{m}}^{2}}                                                      |
| Planckova energie: |  | {\displaystyle E_{\mathrm {p} }=m_{\mathrm {p} }\cdot c^{2}={\sqrt {\hbar c^{5} \over G}}\approx 1{,}9561\cdot 10^{9}\ {\mbox{J}}\approx 1{,}22090\cdot 10^{28}\ {\mbox{eV}}}   |
| Planckova teplota: |  | {\displaystyle T_{\mathrm {p} }={E_{\mathrm {p} } \over k_{\rm {B}}}={1 \over k_{\rm {B}}}\cdot {\sqrt {\hbar c^{5} \over G}}\approx 1{,}41679\cdot 10^{32}\ {\mbox{K}}}        |
| Planckova hustota: |  | {\displaystyle \rho _{\mathrm {p} }={m_{\mathrm {p} } \over l_{\mathrm {p} }^{3}}={c^{5} \over \hbar G^{2}}\approx 5{,}15500\cdot 10^{96}\ {\frac {\mbox{kg}}{{\mbox{m}}^{3}}}} |

Kde kB je Boltzmannova konstanta. Planckova plocha hraje důležitou roli především v teorii superstrun a při uvažování entropie černých děr.